# Puente de San Pedro (Tarrasa)
El puente de San Pedro es una construcción ubicada en el parque de Vallparadís, del municipio de Tarrasa, en la provincia de Barcelona, España, que une el barrio del Centro y el Antiguo Pueblo de San Pedro, declarado bien cultural de interés local. Enlaza la calle de la Cruz Grande con la plaza del Padre Homs, que da acceso al conjunto monumental de las iglesias de San Perdro.

## Descripción

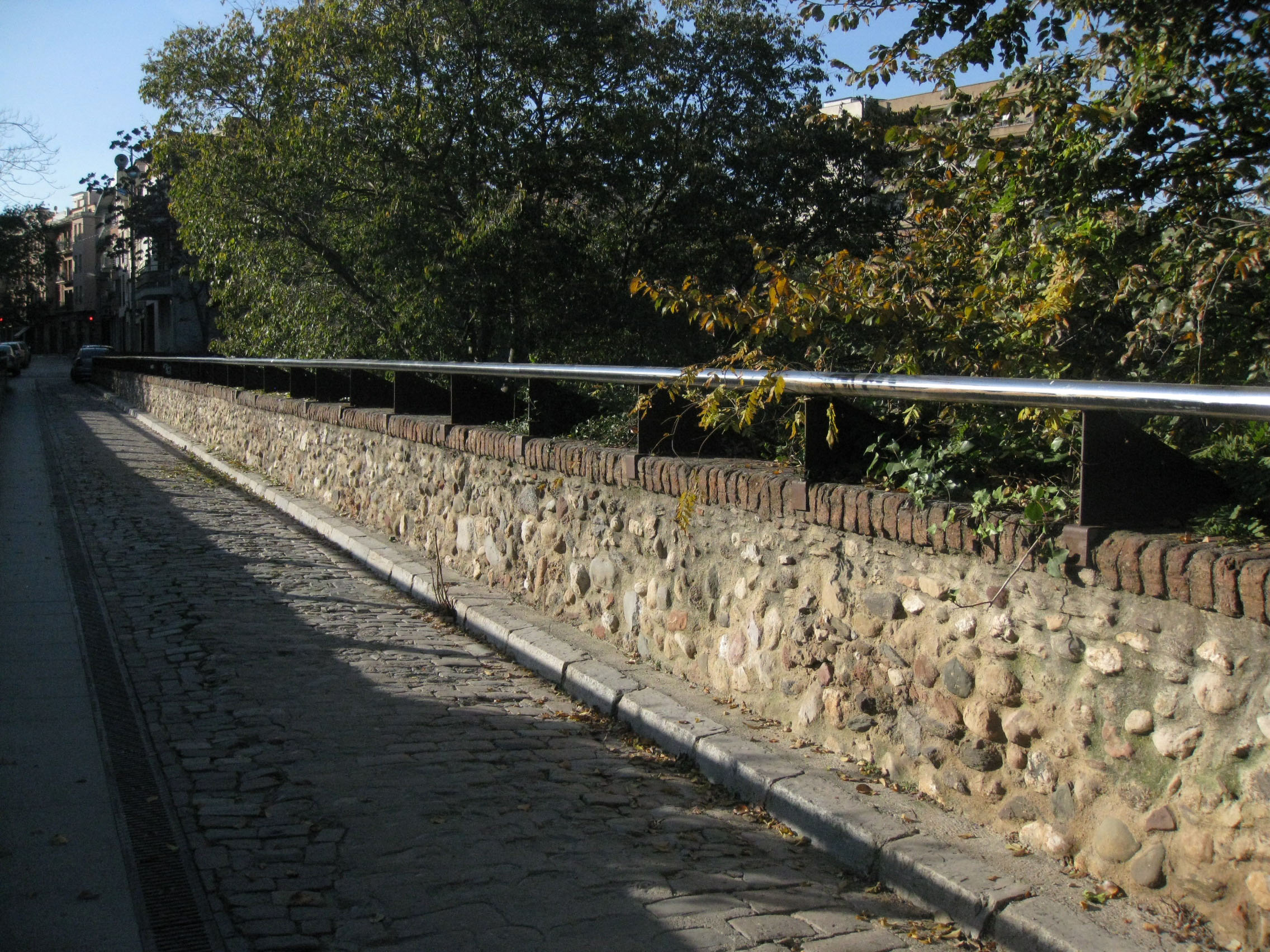
Vista de la calzada del puente, con la barandilla de nueva construcción.

Se trata de un puente monumental construido sobre el torrente de Vallparadís como nexo de unión entre la villa de Tarrasa y el pueblo de San Pedro. Consta de tres arcos de diferente anchura, el central de medio punto, más ancho, y los laterales con arco apuntado. Está construido en tabicado común, excepto en zonas angulares que son sillares. La altura máxima es de 19,30 m, la longitud de 57 m y la anchura, 3,50 m
En su alrededor se han cultivado tradicionalmente pequeños huertos, hasta que el torrente fue urbanizado para dar lugar al parque de Vallparadís.

## Historia
El proyecto de construcción del puente data del año 1579, en que los consejeros del antiguo pueblo de San Pedro decidieron construir un puente sobre el torrente de Vallparadís y lo encargaron al maestro de obras Pere Pomers, que fue sustituido en 1609 por Ramon Flotes. Las obras duraron muchos años debido a problemas diversos, sobre todo de financiación, y no se acabaron hasta 1626.
El 12 de junio de 1918 se presentó una moción al Ayuntamiento para transformar el puente en un terraplén, a pesar de que se rechazó la propuesta por diez votos contra ocho.
En 1999 fue objeto de una reforma polémica debido a la barandilla que se instaló, que no se adecuaba al carácter histórico del puente. En 2006 se cerró definitivamente a la circulación de vehículos y actualmente solo está habilitado para peatones.